# ライトニン・スリム
ライトニン・スリム（Lightnin’ Slim、1913年3月13日 - 1974年7月27日）は、アメリカ合衆国のブルース・シンガー、ギタリストである。本名オーティス・ヴェリーズ・ヒックス。エクセロ・レコードを代表するアーティストのひとりとして1950年代より活躍した。

## 来歴
1913年3月13日、ミズーリ州セントルイス生まれ。彼の生地については、召集令状を根拠にルイジアナ州グッドパイン生まれとする説もある。セントルイス郊外の農場に暮らした彼は、13歳のとき家族とともに ルイジアナ州セントフランシスヴィルに移住した。
彼は幼い頃から父親や兄の手ほどきを受け、ギターを覚えた。1946年にバトンルージュに移住したスリムは、1940年代後半には同市のバーで活動を開始している。当初はビッグ・ボッパのバンドのメンバーとして演奏し、やがて自分のバンドでも活動するようになった。
1950年代に入ると、スリムはハーモニカ奏者のスクールボーイ・クリーヴとライヴ活動やラジオ出演をするようになった。それがエクセロで活躍したプロデューサーのJ.D.ミラーの目に留まり、1954年のレコード・デビューにつながった。デビュー曲は「Bad Luck Blues」。ミラーのプロデュースの下レコーディングされ、彼のレーベル、フィーチャーよりリリースとなっている。このリリースの後、スリムはエイス・レコードからのリリースを経てエクセロ入りし、1955年より12年に渡り同レーベルより多くのレコードをリリースするに至った。
1960年代末になるとスリムは一度は引退し、 デトロイトに拠点を移している。1970年再発見され再び活動を開始する。エクセロと再度契約をし、初のヨーロッパ・ツアーにも赴いた。
1974年7月27日、胃がんのため死去。61歳だった。

## ディスコグラフィー
- 1960年 『Rooster Blues』(Excello)
- 1965年 『Bell Ringer』(Excello)
- 1971年 『High And Low Down』(Excello)
- 1972年 『London Gumbo』(Excello)
- 1992年 『Blues Lightning』(Indigo Recordings)

### 編集盤
- 1965年 『A Long Drink Of Blues』(Python) ※スリム・ハーポとのカップリング
- 1969年 『The 'Downhome' Blues Part One』(Python)
- 1976年 『The Early Years』(Flyright)
- 1978年 『Trip to Chicago』(Flyright)
- 1981年 『The Feature Sides 1954: The Legendary Jay Miller Sessions – Volume 27』(Flyright)
- 1986年 『We Gotta Rock Tonight』(Flyright)
- 1989年 『Rollin' Stone』(Flyright)
- 1992年 『King Of The Swamp Blues (1954-1961)』(Flyright)
- 1992年 『I'm Evil: Rare And Unissued Excello Masters, Volume One』(Excello)
- 1993年 『Hoodoo Blues』(Prestige)
- 1993年 『It's Mighty Crazy』(Ace)
- 1995年 『Bad Luck Blues』(King)
- 1996年 『Nothin' But The Devil』(Ace)
- 1997年 『King Of The Louisiana Swamp Blues』(AIM)
- 1997年 『Bad Luck And Trouble: The Complete Excello Singles』(P-Vine)
- 1998年 『Winter Time Blues』(Ace)
- 1999年 『The Best of Lightnin' Slim』(Hip-O)
- 2003年 『Downtown Blues』(Blitz)
- 2007年 『Rock Me Mama』(Blue Label)
- 2015年 『I'm A Rolling Stone: Louisiana Swamp Blues』(Jasmine)